# I misteri di Lisbona
I misteri di Lisbona (Mistérios de Lisboa) è un film del 2010 diretto da Raúl Ruiz.
Penultima opera firmata dal regista cileno Raúl Ruiz, è un melodramma ambientato nel XIX secolo che coinvolge un gran numero di personaggi facendo ampio ricorso al flashback e servendosi di più narratori, basato sul romanzo omonimo di Camilo Castelo Branco del 1854.

## Trama
All'epoca della Rivoluzione liberale portoghese, un dodicenne di nome João, è preso in giro dai compagni in quanto non ha famiglia. Un giorno, a letto malato dopo un episodio di bullismo, riceve la visita di una donna misteriosa. Padre Dinis, suo insegnante e mentore, gli svela che si tratta di sua madre, la contessa di Santa Barbara, Angela de Lima. Dalla sua nascita vive imprigionata nella sua residenza, vittima del conte suo marito. Un'operazione militare che tiene questi lontano, permette a Padre Dinis di far fuggire la donna che così si ricongiunge al figlio. Padre Dinis racconta così al bambino di essere il frutto della relazione amorosa, precedente al matrimonio col conte di Santa Barbara, fra sua madre e Pedro da Silva, fratello minore del conte. Il padre di Angela, Marchese di Montezelos, ha osteggiato questa unione al punto da ordinare l'uccisione di suo nipote al sicario Mangiacoltelli. Padre Dinis, sotto mentite spoglie, impedì questo, offrendo una cifra enorme all'assassino, che aveva già ferito Pedro da Silva, che morirà poco dopo la nascita del figlio.
Tornando al presente, il conte di Santa Barbara, privato della moglie, manda in giro una voce che la stessa abbia una relazione con Padre Dinis. Ammalatosi il conte, Padre Dinis lo raggiunge con dei legali perché smentisca ufficialmente queste voci che disonorano la nobildonna Angela. Alla morte del conte, Angela rifiuta la sua eredità e, priva di sostanze, decide di chiudersi in convento, lasciando di nuovo il piccolo João che si sente tradito. Dal frate che ha dato l'estrema unzione al conte, Padre Dinis scopre di essere suo figlio, nato da una relazione giovanile con la Contessa de Vizo, moglie di un potentissimo nobiluomo portoghese, protagonista di una scandalosa fuga d'amore in Italia. Il parto a Venezia fu però fatale per la Contessa e il piccolo venne poi cresciuto da un altro nobiluomo portoghese in Francia, assumendo il nome di Sebastiao de Melo.
Di nuovo al presente, dal Brasile giunge un uomo ricchissimo e chiacchieratissimo, tale Alberto de Magalhães, che si fa notare per aver difeso in pubblico l'onore di Angela da Lima. Padre Dinis lo avvicina e scopre che si tratta di Mangiacoltelli che, grazie al denaro che lui stesso gli dette, si è creato una posizione ed ora è ricchissimo (ma più che dal commercio, trae reddito dalla pirateria), e vuole vedere il bambino che lui avrebbe dovuto uccidere, e al quale ora vorrebbe assicurare un vitalizio anonimo. Magalhães sposa l'ex amante del conte di Santa Barbara, Eugenia. Ma a turbare questa unione giunge dalla francia Elisa di Montfort, che ha un debito da saldare con l'uomo che a Parigi l'aveva sedotta e poi involontariamente causato la morte del fratello gemello di lei, Arthur.
Elisa è la figlia di Blanche di Montfort, grande amore cui dovette rinunciare il giovane Padre Dinis. Lei morì tra le sue braccia dopo un incendio appiccato dal marito Benoit, grande amico e compagno d'armi del giovane Dinis, folle di gelosia nei confronti del colonnello Lacroze, cui i due stessi amici avevano salvato la vita in un'azione di guerra francese in Portogallo. João, ormai diciannovenne, grazie ad un amico, incontra Elisa in Francia e se ne innamora. Le scrive delle poesie e, nonostante la differenza d'età, tra i due nasce un amore. Elisa gli chiede di aiutarla e dunque di riscattare il suo onore verso Alberto de Magalhães. Il ragazzo torna in Portogallo e sfida l'uomo a duello. I due però poi si chiariscono e il ragazzo dimentica la sua amata e lascia il continente per le colonie. Malato, detta le sue memorie su un letto che ricorda esattamente quello nel quale, sempre malato, bambino, per la prima volta vide sua madre.

## Distribuzione
In Italia non è stato distribuito nelle sale. È stato trasmesso in televisione, in lingua originale sottotitolata, nella versione suddivisa ad episodi: 6 da 53 minuti ognuno.